# Charles Coüasnon
Charles Coüasnon, OP (ur. 1904 w Rennes, zm. 12 listopada 1976 w Gehennie w Jerozolimie) – francuski dominikanin, architekt, związany z jerozolimskim École Biblique Française i franciszkańską Kustodią Ziemi Świętej.
Coüasnon w 1951 roku przybył do Jerozolimy, gdzie przewodził restaurom kilku znanych chrześcijańskich sanktuariów, m.in. Bazyliki Bożego Grobu, Bazyliki św. Anny, kościoła benedyktynów w Abu Ghausz. Wybudował klasztor benedyktynek w Betlejem.